# Sweffling
Sweffling lub Swefling – wieś i civil parish w Anglii, w Suffolk, w dystrykcie East Suffolk. W 2011 civil parish liczyła 187 mieszkańców. W civil parish znajduje się 9 zabytkowych budynków.